# چاپ سویی! (ترانه)
«چاپ سویی!» (به انگلیسی: Chop Suey!) ترانه‌ای گروه هوی متال ارمنی/آمریکایی سیستم آو ا داون است. این ترانه در ۱۳ اوت ۲۰۰۱ و در قالب اولین تک‌آهنگ دومین آلبوم استودیویی گروه با نام زهرآگینی منتشر شد. محبوبیت این ترانه باعث شد آلبوم زهرآگینی یک هفته پس از انتشارش، شمارهٔ ۱ بیلبورد ۲۰۰ شود.
«چاپ سویی!» در آن سال اولین نامزدی گرَمی برای گروه را در شاخهٔ بهترین اجرای متال به ارمغان آورد. مجلهٔ لاود وایر در سال ۲۰۱۲ و در گزینش بهترین ترانه‌های هارد راک قرن بیست و یکم، جایگاه نخست را به «چاپ سویی!» اختصاص داد.
در پایان سال ۲۰۱۰ موزیک ویدئوی «چاپ سویی!» به‌عنوان هشتمین ویدئوی پُربازدید یوتیوب طی دههٔ ۲۰۰۰ میلادی معرفی شد و در نوامبر ۲۰۲۰ تعداد بازدیدهایش از یک میلیارد فراتر رفت.

## محتوا
ترانهٔ «چاپ سویی!» راجع به مرگ است. نام این قطعه پیش از انتشار «خودکشی» بود که به‌خاطر مخالفت شرکت پخش‌کننده به «چاپ سویی» تغییر داده شد. گروه با انتخاب این نام در واقع نیمی از کلمهٔ «Suicide» را حفظ کردند. دارون ملکیان در مصاحبه‌ای با اِن‌اِم‌ئی می‌گوید: «همه مستحق مرگ هستیم اما نکتهٔ مهم این قطعه این است که چگونه مرگ و علت آن، روی دیدگاه مردم نسبت به ما تأثیر می‌گذارد؛ مثلاً اگر من الان به دلیل سوء مصرف مواد مخدر بمیرم، ممکن است دیگران بگویند حقش بود چون در مصرف مواد خطرناک زیاده‌روی کرده بود. در متن ترانه از بعضی آخرین جمله‌های عیسی که گفته می‌شود زمان به صلیب کشیده شدن به‌زبان آورد هم استفاده شده‌است.
پدر، روحم را به دست تو می‌سپارم
پدر، به دستان تو
چرا من را رها کردی؟
این ترانه مدتی پیش از حملات ۱۱ سپتامبر منتشر شد، با این‌حال پس از آن واقعه به‌خاطر جمله‌هایی مثل «وقتی فرشتگان سزاوار مرگ هستند گریه می‌کنم» و وجود کلمهٔ خودکشی در متن، پخشش از رادیوهای ایالات متحده ممنوع شد تا مبادا آن ضایعهٔ ملی را برای شنوندگان یادآوری کند.

## فهرست قطعه‌ها
| نسخهٔ سی‌دی تک‌آهنگ | نسخهٔ سی‌دی تک‌آهنگ | نسخهٔ سی‌دی تک‌آهنگ         | نسخهٔ سی‌دی تک‌آهنگ            | نسخهٔ سی‌دی تک‌آهنگ |
| شماره            | نام              | سراینده                  | آهنگساز                     | مدت              |
| ---------------- | ---------------- | ------------------------ | --------------------------- | ---------------- |
| ۱.               | «چاپ سویی!»      | سرژ تانکیان دارون ملکیان | دارون ملکیان                | ۳:۳۰             |
| ۲.               | «جانی»           | سرژ تانکیان              | سرژ تانکیان                 | ۲:۰۸             |
| ۳.               | «شکر» (زنده)     | سرژ تانکیان              | شاوو اودادجیان دارون ملکیان | ۲:۲۳             |
| ۴.               | «جنگ؟» (زنده)    | سرژ تانکیان              | دارون ملکیان                | ۲:۴۷             |

| سی‌دی نسخهٔ اول بریتانیا و استرالیا | سی‌دی نسخهٔ اول بریتانیا و استرالیا | سی‌دی نسخهٔ اول بریتانیا و استرالیا | سی‌دی نسخهٔ اول بریتانیا و استرالیا       | سی‌دی نسخهٔ اول بریتانیا و استرالیا |
| شماره                             | نام                               | سراینده                           | آهنگساز                                 | مدت                               |
| --------------------------------- | --------------------------------- | --------------------------------- | --------------------------------------- | --------------------------------- |
| ۱.                                | «چاپ سویی!»                       | سرژ تانکیان دارون ملکیان          | دارون ملکیان                            | ۳:۳۰                              |
| ۲.                                | «جانی»                            | سرژ تانکیان                       | سرژ تانکیان                             | ۲:۰۸                              |
| ۳.                                | «Know» (زنده)                     | سرژ تانکیان                       | شاوو اودادجیان دارون ملکیان سرژ تانکیان | ۳:۰۴                              |

| سی‌دی نسخهٔ دوم بریتانیا | سی‌دی نسخهٔ دوم بریتانیا | سی‌دی نسخهٔ دوم بریتانیا   | سی‌دی نسخهٔ دوم بریتانیا      | سی‌دی نسخهٔ دوم بریتانیا |
| شماره                  | نام                    | سراینده                  | آهنگساز                     | مدت                    |
| ---------------------- | ---------------------- | ------------------------ | --------------------------- | ---------------------- |
| ۱.                     | «چاپ سویی!»            | سرژ تانکیان دارون ملکیان | دارون ملکیان                | ۳:۳۱                   |
| ۲.                     | «شکر» (زنده)           | سرژ تانکیان              | شاوو اودادجیان دارون ملکیان | ۲:۲۷                   |
| ۳.                     | «جنگ؟» (زنده)          | سرژ تانکیان              | دارون ملکیان                | ۲:۴۷                   |
| ۴.                     | «چاپ سویی!» (ویدئو)    | سرژ تانکیان دارون ملکیان | دارون ملکیان                | ۳:۲۷                   |

| نسخهٔ صفحهٔ ۷ اینچی | نسخهٔ صفحهٔ ۷ اینچی | نسخهٔ صفحهٔ ۷ اینچی        | نسخهٔ صفحهٔ ۷ اینچی | نسخهٔ صفحهٔ ۷ اینچی |
| شماره             | نام               | سراینده                  | آهنگساز           | مدت               |
| ----------------- | ----------------- | ------------------------ | ----------------- | ----------------- |
| ۱.                | «چاپ سویی!!»      | سرژ تانکیان دارون ملکیان | دارون ملکیان      | ۳:۳۰              |
| ۲.                | «جانی»            | سرژ تانکیان              | سرژ تانکیان       | ۲:۰۸              |